# إنريكي تشيمينتو
إنريكي تشيمينتو (بالإسبانية: Enrique Chimento)‏ لاعب كرة قدم أرجنتيني راحل كان يجيد اللعب في خط الدفاع.
لعب طوال مسيرته الرياضية في نادي باراكاس سينترال.
شارك مع منتخب الأرجنتين في بطولة كأس العالم 1934 في إيطاليا حيث خرج من الدور الثمن النهائي.

## وصلات خارجية
- إنريكي تشيمينتو على موقع الاتحاد الدولي (مؤرشف)  (الإنجليزية)
- إنريكي تشيمينتو على موقع Soccerway.com (الإنجليزية)
- إنريكي تشيمينتو على موقع عالم كرة القدم.نت (الإنجليزية)
- هذا سيرة ذاتية